# Frances Vane, Marquesa de Londonderry
Frances Vane, Marquesa de Londonderry (nascida Frances Anne Emily Vane-Tempest; Londres, 17 de janeiro de 1800 — Seaham Hall, 20 de janeiro de 1865) foi uma nobre e escritora inglesa. Ela foi marquesa de Londonderry pelo seu casamento com Charles Stewart, 3.º Marquês de Londonderry. Através de sua filha mais velha, Frances Anne Spencer-Churchill, Duquesa de Marlborough, ela era a bisavó de Winston Churchill.

## Família
Frances foi a única filha e herdeira de Henry Vane-Tempest, 2.° Baronete Vane, de Long Newton, no condado de Durham, e de Anne Katherine MacDonnell, 2.ª Condessa de Antrim. Os seus avós paternos eram Sir Henry Vane, 1.º Baronete e Frances Tempest. Os seus avós maternos eram Sir Randal William MacDonnell, 1.º Conde de Antrim e Letitia Morres.
Frances era a sobrinha de Charlotte MacDonnell, 3.ª Condessa de Antrim.

## Biografia
Framces herdou de seu pai terras e minas no nordeste da Inglaterra, além do condado de Antrim, na atual Irlanda do Norte.
Aos 19 anos de idade, Lady Frances casou-se com Charles Stewart, de 41 anos, no dia 3 de abril de 1819, em Bruton Street, em Londres. Ele era filho de Robert Stewart, 1.º Marquês de Londonderry e de Frances Pratt. A primeira esposa dele foi Catherine Bligh, morta em 1812, com quem teve um filho, Frederick Stewart, 4.° Marquês de Londonderry.
A partir do casamento, tornou-se conhecida como Senhora Stewart da Corte de Stewart e Ballylawn. Em 12 de agosto de 1822, adquiriu o título de marquesa de Londonderry através do marido.

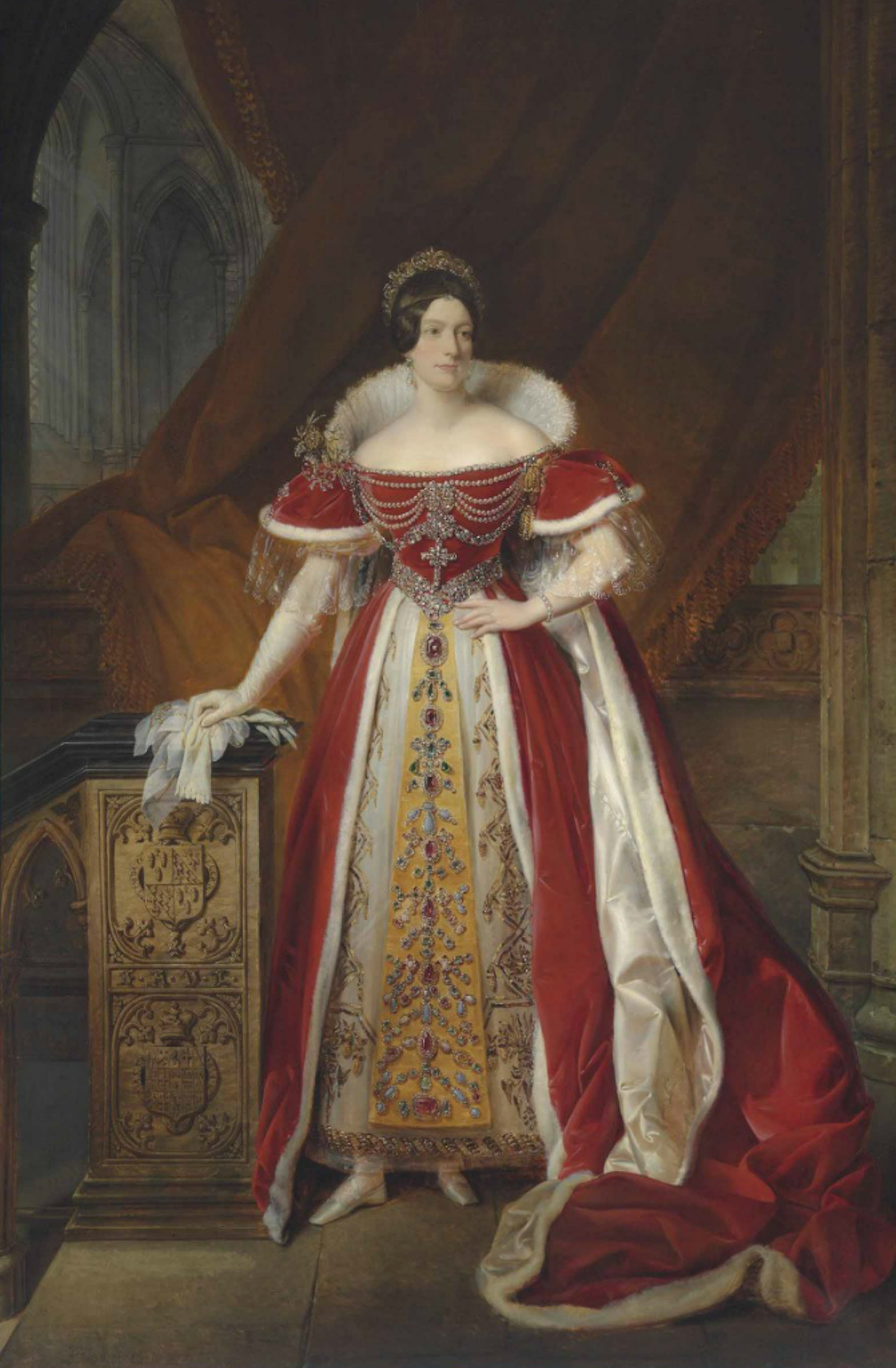
A marquesa de Londonderry na coroação de Guilherme IV do Reino Unido em 1831. A pintura por Alexandre-Jean Dubois-Drahonet encontra-se no Museu Vitória e Alberto.

O casal desenvolveu uma  operação de mineração de carvão, que incluía minas de carvão, ferrovia e docas na cidade de Seaham, em Durham, onde também compraram Seaham Hall. A família também adquiriu Holderness House que a qual foi renomeada Londonderry House.
Em 1829, Charles, mudou legalmente o seu sobrenome para Vane. O marquês e a marquesa tiveram seis filhos, três meninos e três meninas.
A marquesa era uma amiga próxima do czar Alexandre I da Rússia, que era padrinho de sua filha, Alexandrina.
Frances proporcionou escolas aos filhos de seus inquilinos na Irlanda e na Inglaterra.
A marquesa Frances faleceu aos 65 anos de idade, no dia 20 de janeiro de 1865, e foi enterrada no adro da Igreja de Santa Maria, na vila de Longnewton, em Durham.

## Legado
A marquesa escreveu o livro A Journal of a Three Months' Tour in Portugal, Spain, Africa, &c., dedicado a rainha Adelaide, que foi publicado em 1843.
Frances aparece em diversas pinturas, em uma escultura junto a seu filho, George, além de um busto.

## Descendência
- George Vane-Tempest, 5.º Marquês de Londonderry (26 de abril de 1821 – 6 de novembro de 1884), sucessor do meio-irmão. Foi casado com Mary Cornelia Edwards, com quem teve seis filhos;
- Frances Anne Emily Vane (15 de abril de 1822 – 16 de abril de 1899), foi esposa de John Spencer-Churchill, 7.º Duque de Marlborough, com quem teve onze filhos;
- Alexandrina Octavia Maria Vane (29 de julho de 1823 – 15 de janeiro de 1874), foi esposa de Henry Dawson-Damer, 3.° Conde de Portarlington. Sem descendência;
- Adolphus Frederick Charles William Vane-Tempest (2 de julho de 1825 – 11 de junho de 1864), foi um membro do Parlamento e tenente-coronel das Guardas Escocesas. Foi marido de Susan Charlotte Catherine Pelham-Clinton, com quem teve um filho;
- Adelaide Emelina Caroline Vane (1830 – 3 de fevereiro de 1882), fugiu com o tutor de seu irmão, o reverendo Frederick Henry Law, com quem se casou. Sem descendência;
- Ernest McDonnell Vane-Tempest (29 de fevereiro de 1836 – 14 de agosto de 1865), foi marido de Mary Townshend Hutchinson, com quem teve um filho.

## Títulos e estilos
- 17 de janeiro de 1800 – 3 de abril de 1819: Senhora Frances Anne Vane
- 3 de abril de 1819 – 12 de agosto de 1822: A Muita Honorável A Senhora Stewart
- 12 de agosto de 1822 – 6 de março de 1854: A Mais Honorável A Marquesa de Londonderry
- 6 de março de 1854 – 20 de janeiro de 1865: A Mais Honorável A Marquesa Viúva de Londonderry

Predefinição:Commonscast